# Архуска конвенција
Архуска конвенција је међународни споразум којим се утврђују права у вези са животном средином као поуздана основа за укључивање грађана у политике животне средине те се потврђују наше обавезе према будућим генерацијама.

## Архуска конвенција
Министри за животну средину европских земаља су 25. јуна 1998.године, у граду Архусу, у Данској, потписали договор, Архуску конвенцију, која грађанима гарантује право на слободан приступ информацијама о животној средини. Он је ступио на снагу 30.октобра 2001. године. Договор је на IV конференцији Животна средина за Европу потписало 49 земаља.

## Опште карактеристике
Да би се становништво понашало у складу са планом одрживог развоја, потребно је да добије тачне информације о стању животне средине. То значи да сви имају право да знају какав ваздух удишу, какав квалитет воде и производа које купују, као и податке о свему осталом што утиче на њихов живот. Архуска конвенција се фокусира на интеракције између јавности и државних органа.

## Србија
У Србији се оснивају регионални центри који организују конференције о спровођењу одредбама Архуске конвенције у нашој земљи.
Документа која се односе на животну средину у Србији у складу су са међународним документима.
Да би се људи владали у складу са законима, потребно је да их познају. Због тога је неопходно веће учешће средстава јавног информисања (штампа, телевизија, интернет и друго), што би омогућило да становништво сазна, измеђуу осталог како треба да се понаша у случајевима еколошких испада и других катастрофа, као што су појачано УВ зрачење, поплаве, суше,  земљотреси, одлагање опасног отпада и отровних супстанци.